# Уитбелт

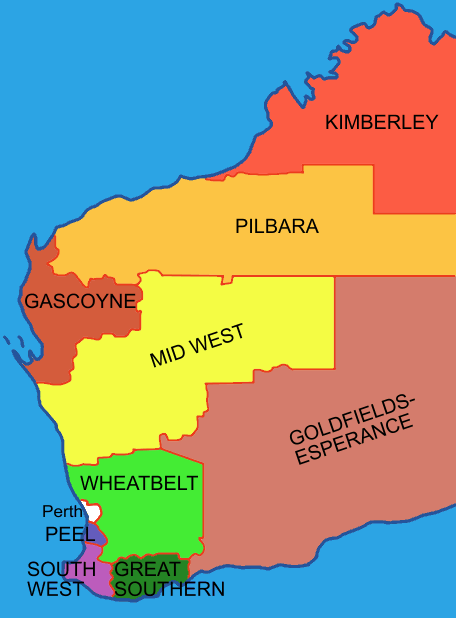
Карта округов Западной Австралии

Уитбелт (англ. wheatbelt — «пшеничный пояс») — один из девяти округов Западной Австралии, определяемых как административные районы для регионального развития штата, и местный термин для области, преобразованной для сельского хозяйства во времена колонизации. 

## Описание
Уитбелт частично окружает столичную область Перта, простираясь на север от Перта до округа Средне-Западный и на восток до округа Голдфилдс-Эсперанс. Граничит на юге с округами Юго-Западный и Большой Южный, а на западе с Индийским океаном, столичной областью Перта и округом Пиил. Площадь Уитбелта вместе с островами составляет 154 862 км². Округ включает в себя 42 района местного самоуправления. Население — около 75 тыс. человек, что составляет около 3 % населения Западной Австралии.

## Промышленность и экономика
Рядом с побережьем в регионе относительно много осадков и умеренная температура, а его береговая линия протяженностью 150 км является значительной туристической зоной. Наоборот, восточная окраина очень засушливая и в основном используется для овцеводства. Также в округе осуществляется добыча золота, никеля и железной руды. Остальная часть региона хорошо подходит для сельского хозяйства и является источником почти двух третей производства пшеницы в штате Западной Австралии, половины производства шерсти и большей части баранины, апельсинов, мёда, срезанных цветов и ряда других видов овощей, а также других сельскохозяйственных продуктов.

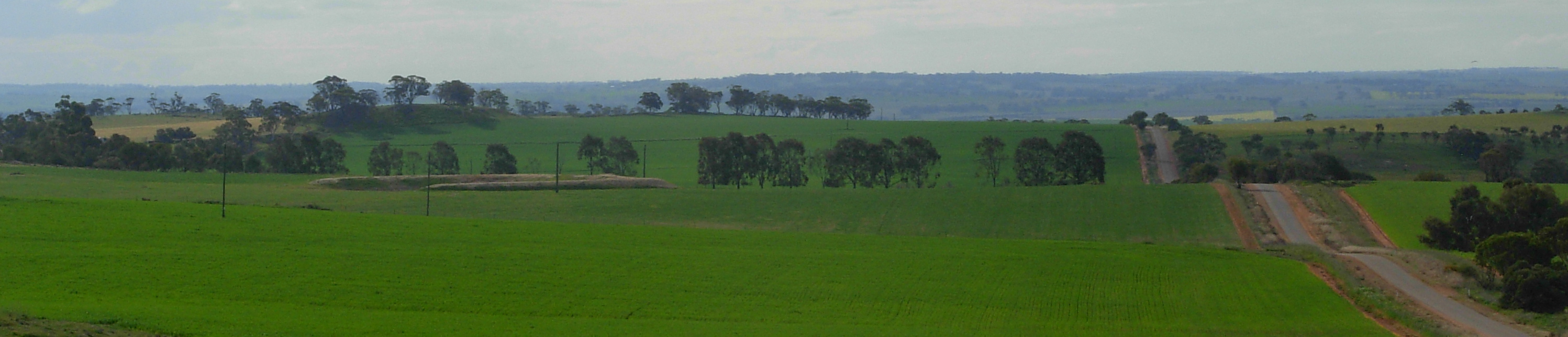
Пшеничные поля близ Нортама, Западная Австралия.